# Professional Footballers' Association
La Professional Footballers' Association (PFA) è l'associazione dei calciatori professionisti del Regno Unito.
È la più antica associazione di sportivi professionisti al mondo e consta di 4.000 membri.